# Conistra dolosa
Conistra dolosa là một loài bướm đêm trong họ Noctuidae.